# Libethra metae
Libethra metae är en insektsart som beskrevs av Morgan Hebard 1933. Libethra metae ingår i släktet Libethra och familjen Diapheromeridae. Inga underarter finns listade i Catalogue of Life.